# TV-året 1984

## Händelser

### Januari
- Januari - Komediserien Nya arvingarna med Stellan Sundahl och Gunnar Bernstrup om de två skånska drängarna Per och Pål läggs ned efter bara några få avsnitt.[1]

### Februari
- 25 februari - Bröderna Herrey vinner Melodifestivalen och Eurovision Song Contest med Diggi-loo diggi-ley.

### Mars
- Satellitkanalen Sky Channel blir för första gången tillgänglig i Sverige när kabelnätet i Borås börjar vidaresända kanalen.[2]

### Juni
- 20 juni - Centerpartiet avslutar sitt riksting i Umeå. Ett stort debattämne är TV-reklam.[3]

### Juli
- 1 juli - TV-licensen i Sverige höjs med 28 kronor till 184 kr/kvartal för färg-TV.

### September
- 14-21 september - Den socialdemokratiska partikongressen säger nej till TV-reklam i Sverige. Bland annat Anna Lindh, ordförande i SSU, anser att TV i Sverige även i fortsättningen ska vara en reklamfri zon.

### Okänt datum
- UR blir fristående programbolag ägd av svensk statlig stiftelse.[4]
- USA:s högsta domstol slår fast att det inte är brottsligt att med videobandspelare spela in TV-program hemma och själv se dem senare.[5]

## TV-program

### Sveriges Television
- 2 januari - TV-pjäsen Är ni där, mr Jones med Heinz Hopf, Suzanne Ernrup, Mona Malm, Stefan Ekman med flera.
- 3 januari - Deckarserie för unga, Barnen på Baker Street (The Baker Street Boys)
- 5 januari - Premiär Lykkeland, en TV-serie i tre delar om revykungen Ernst Rolfs liv.
- 8 januari - Barnprogrammet Tratten med Elisabeth Andreasson och Anders Glenmark som programledare.
- 9 januari – Start för dramaserien Tryggare kan ingen vara ... i regi av Carin Mannheimer med Solveig Ternström och Micha Gabay.
- 12 januari - Premiär för såpoperan Dynastin
- 13 januari - Komediserien Nya arvingarna med Stellan Sundahl och Gunnar Bernstrup
- 20 januari - Shogun med Richard Chamberlain och Toshirô Mifune
- 21 januari - Premiär för serien Zvampen med bland andra Lasse Åberg
- 18 februari - Premiär för komediserien Panik i butiken i regi av Lars Amble. Manus Lars Borgnäs
- 24 februari - Start för deckarserien Remington Steele med Pierce Brosnan och Stephanie Zimbalist
- 28 februari - Sjukhusserien Akuten (St. Elsewhere)
- 3 mars - Dramaserien Törnfåglarna (The Thorn Birds) med Richard Chamberlain, Rachel Ward, Barbara Stanwyck
- 7 mars - Dramaserien Taxi-bilder med Margreth Weivers, Jonas Falk, Sonya Hedenbratt med flera.
- 8 mars - Ungdomsserien Vi på vår gata (Kids of Degrassi Street)
- 9 mars - Anna-Lotta Larsson Show med Anna-Lotta Larsson och gäster
- 11 mars - Ny omgång av frågesporten Vem vet var med Carl-Uno Sjöblom och Pekka Langer
- 24 mars - Repris av På kurs med Kurt från 1981
- 26 mars - Solsta café från Karlstad med Bengt Alsterlind
- 31 mars - Polisen som vägrade ge upp, Per Oscarsson och Stefan Ljungqvist jagar bovar i Strömstad
- 6 april - Lustspelet Hur ska det gå för Pettersson? med Björn Gustafson, Börje Ahlstedt, Pernilla Wallgren
- 8 april - TV-pjäsen Grymme Grendel i Storanskog Manus och regi: Per Nordin
- 9 april - TV-pjäsen Efter repetitionen av Ingmar Bergman med Ingrid Thulin, Erland Josephson och Lena Olin
- 18 april - TV-pjäsen Haren och vråken av Lars Forssell med Frej Lindqvist, Philip Zandén, Lena Nyman, Dan Ekborg, Åke Fridell med flera.
- 23 april - Birgit Cullbergs balett ABBAlett med Niklas Ek, Gerd Andersson, Anneli Alhanko med flera.
- 25 april - TV-pjäsen Resan med Tommy Johnson, Gun Jönsson, Maud Hyttenberg med flera.
- 27 april - Allsång med Kjell Lönnå med Kjell Lönnå från Sundsvall
- 28 april - Ny omgång av komediserien Vidöppet med Tintin Anderzon, Helena Bergström, Måns Herngren, Hannes Holm med flera.
- 5 maj - Eurovision Song Contest sänds från Luxemburg och vinns av Sverige.
- 7 maj - TV-pjäsen Black Out med Inga-Lill Andersson, Ernst Günther, Magnus Uggla med flera.
- 7 maj - Polska miniserien Kamrater med Michal Aniol
- 8 maj - Brittiska Triffidernas uppror (Day of the Triffids)
- 16 maj - TV-pjäsen Systrar med Marie Göranzon, Claire Wikholm, Hans Klinga med flera
- 18 maj - Franska miniserien En domares samvete (Non-Lieu)
- 21 maj - Ny omgång av Mupparna med bl.a. Linda Ronstadt
- 23 maj - Frågesporten Olympiafrågan med Boo Thorin och kända idrottsmän
- 25 maj - Irländska miniserien En mycket väluppfostrad flicka
- 26 maj - Repris av westernserien Familjen Macahan (How the West Was Won) från 1978
- 29 maj - Ny omgång av såpaserien Maktkamp på Falcon Crest.
- 8 juni - Ny omgång av Två och en flygel med Berndt Egerbladh
- 11 juni - Äventyrsserien Guldapans hemlighet (Tales of the Gold Monkey)
- 12 juni - Premiär för amerikanska komediserien Skål (Cheers)
- 12 juni - Deckarserie om den unge Sherlock Holmes, Mysteriet på Manor House (The Mystery of the Manor House)
- 14 juni - Norska thrillerserien SK 917 har landat med Thomas Hellberg, Pia Green, Rolv Wesenlund med flera.
- 15 juni - Västtyska miniserien De gyllene åren (Unsere schönsten Jahre)
- 15 juni - Underhållningsprogrammet Postitiva klubben med Lasse Berghagen och gäster
- 15 juni - Premiär för amerikanska komediserien Amandas pensionat (Amanda's)
- 17 juni - Brittiska dramaserien Flambards (Flambards)
- 19 juni - Irländska miniserien Rättvisans irrfärder (The Irish R.M)
- 20 juni - Brittiska kriminaldramat Mannen från London (The Outsider)
- 30 juni - Ny omgång av amerikanska deckarserien Magnum med Tom Selleck
- 30 juni - Västtyska miniserien I landsflykt (Exil)
- 6 juli - Direktsända underhållningsprogrammet På galejan med Lena Dahlman, Sven Wollter, Anna-Lotta Larsson och gäster
- 17 juli - Premiär för Nattkafé med Siewert Öholm
- 20 juli - Brittiska skräckserien Dödens käftar (The Mad Death)
- 3 augusti - Ny omgång av Allsång på Skansen
- 10 augusti - Miniserien Evita Perón med Faye Dunaway
- 15 augusti - Brittiska thrillerserien Mördande karriär (A Married Man)
- 17 augusti - Amerikanska dramaserien Rebell och rikeman (The Manions of America) med Pierce Brosnan
- 28 augusti - Ny omgång av amerikanska kriminalserien Spanarna på Hill Street
- 29 augusti - Brittisk-svenska serien Annika - en kärlekshistoria i regi av Colin Nutley med Kjell Bergqvist med flera.
- 2 september - Ny omgång av brittiska komediserien Javisst, herr minister
- 14 september - Amerikanska miniserien Änglars vrede (Rage of Angels)
- 15 september - Ny omgång av Barnjournalen med Bengt Fahlström
- 19 september - Ny omgång av Lilla huset på prärien
- 20 september - Dramaserien Gangsterliv (The Gangster Chronicles)
- 21 september - Repris av M.A.S.H. med Alan Alda med flera.
- 22 september - Premiär på Fragglarna
- 24 september - Kafé 18 med Agneta Bolme och Lars Orup
- 25 september - TV-pjäsen Martin Frosts imperium av Richard Hobert med Margreth Weivers, Olof Widgren, Ingemar Carlehed med flera.
- 26 september - Lars Molins Pengarna gör mannen med Pierre Lindstedt, Carl-Gustaf Lindstedt, Helge Skoog med flera.
- 28 september - Underhållningsserien Glädjehuset med Agneta Asklöf, Lisa Rennerstedt och gäster
- 29 september - Deckarserien Mike Hammer (Mickey Spillane's Mike Hammer) med Stacy Keach
- 1 oktober - TV-pjäsen Rosmersholm med Per Myrberg, Agneta Ekmanner, Margreth Weivers med flera.
- 1 oktober - Ny omgång av Fönster mot TV-världen med Åke Wihlney
- 5 oktober - Premiär för debattprogrammet Ärligt talat med Jan Bergquist
- 6 oktober - Ny omgång av underhållningsprogrammet Razzel
- 8 oktober - TV-pjäsen Konsert för sluten avdelning med Thomas Hellberg, Krister Henriksson, Anita Wall med flera.
- 13 oktober - Amerikanska serien Philip Marlowe – privatdeckare (Philip Marlowe, Private Eye)
- 14 oktober - Premiär för musikprogrammet Bagen med Cia Berg
- 14 oktober - Franska dramaserien Arvet från Amerika (Thérèse Humbert)
- 15 oktober - Frågesportprogrammet Tävla i TV med Tommy Wahlgren och Bengt Nordlund
- 16 oktober - Premiär för Rekord-Magazinet med Jan Guillou
- 22 oktober - TV-pjäsen En doft av honung med Claire Wikholm, Inga-Lill Andersson, Kjell Bergqvist med flera.
- 23 oktober - Premiär för Svar direkt med Siewert Öholm
- 30 oktober - Miniserien Nya himlar och en ny jord med Tomas Bolme, Helena Brodin, Stefan Ekman, Suzanne Reuter, Johannes Brost med flera.
- 6 november - Amerikanska Floden blev mitt liv (All the Rivers Run)
- 6 november - TV-pjäsen Se upp för sjöjungfrur med Thomas Hellberg, Carl-Gustaf Lindstedt, Dan Ekborg, John Harryson, Tor Isedal med flera.
- 12 november - TV-pjäsen Den stora muren med Dan Sjögren, Bengt Bauler, Maria Hedborg med flera.
- 13 november - Brittiska science fiction-serien Chocky
- 13 november - TV-pjäsen Natten är dagens mor av Lars Norén med Percy Brandt, Lars-Erik Berenett, Reine Brynolfsson med flera.
- 14 november - Dramaserien Träpatronerna med Gunnel Lindblom, Bengt Bauler, Tommy Johnson, Ernst Günther
- 17 november - Miniserien Tre systrar i regi av Trevor Nunn efter Anton Tjechov
- 18 november - Brittiska miniserien Jane Eyre med Timothy Dalton
- 19 november - Svenska thriller-serien Svenska brott
- 20 november - TV-pjäsen Kaos är granne med Gud av Lars Norén med Lena Brogren, Percy Brandt, Lars-Erik Berenett, Reine Brynolfsson med flera.
- 24 november - Kortfilmen Blomsterbudet med Kjell Bergqvist, Anita Wall, Pernilla Wahlgren med flera.
- 27 november - TV-pjäsen Modet att döda av Lars Norén med Percy Brandt, Lars Green, Marika Lindström med flera.
- 29 november - Ny omgång av Nygammalt med Bosse Larsson
- 1 december - Ungdomsserien Skatten på Bråtehus med Michael Segerström, Johan Rabaeus, Per Eggers med flera.
- 1 december - Årets julkalender är Julstrul med Staffan & Bengt med Staffan Ling, Bengt Andersson, Sissela Kyle, Svante Grundberg med flera . [6]
- 7 december - Premiär för underhållningsprogrammet Bell & Bom med Ingvar Oldsberg och Fredrik Belfrage
- 10 december - TV-filmen Svenska folkets sex och snusk av Allan Edwall med Sven Lindberg, Anita Wall, Stefan Ekman med flera.
- 20 december - Amerikanska deckarserien Cagney och Lacey (Cagney and Lacey)
- 23 december - Repris av balettfilmen Sagovärld efter Beatrix Potters berättelser
- 24 december - Jullovsserien Toffelhjältarna med Per Dunsö och Ola Ström
- 25 december - Äventyrsfilmen Ivanhoe i repris från 1982
- 25 december - Fanny och Alexander i fem delar julens tv-händelse
- 25 december - Repris av Dubbelstötarna från 1980
- 26 december - Premiär för tecknade serien Magister Flykt med Gösta Ekman som berättare
- 28 december - Amerikanska miniserien Masada med Peter O'Toole
- 29 december - Brittiska miniserien Elakt spel (Praying Mantis)

### Syndikering
- 15 september - Serieavslutning, He-Man and the Masters of the Universe.
- 17 september - Seriestart, The Transformers

## Födda
- 1 mars - Naima Mora, amerikansk fotomodell och dokusåpadeltagare, vinnare i fjärde säsongen av America's Next Top Model.

## Avlidna
- 1 mars – Jackie Coogan, 69, amerikansk skådespelare (Familjen Addams).
- 16 maj – Andy Kaufman, 35, amerikansk komiker och skådespelare (Taxi).

### Fotnoter
1. ↑  ”Svensk mediedatabas”. http://smdb.kb.se/catalog/search?q=%22nya+arvingarna%22&sort=OLDEST. Läst 30 mars 2011.
2. ↑  ”Snart finns kabel-TV i 100 000 svenska hem”. Dagens Industri. 28 mars 1984.
3. ↑   Horisont 1984. Bertmarks. Läst 12 april 2025
4. ↑  20:e århundrades När Var Hur - Etermedier, Bernt Himmelstedt, Forum, 1999
5. ↑  ”Forna tiders fildelning”. Svenska Dagbladet. 5 mars 2009. http://www.svd.se/kultur/forna-tiders-fildelning_2739965.svd. Läst 5 november 2014.
6. ↑  ”Jultradition”. Arkiverad från originalet den 25 april 2012. https://web.archive.org/web/20120425112719/http://www.jultradition.se/tv.htm. Läst 26 mars 2011.